# Il Gran Mogol
Il Gran Mogol (El Gran Mogol), RV 431a, és un concert per a flauta d'Antonio Vivaldi –Concert «Il Gran Mogol» per a flauta, corda & continu en re, RV 431a–, escrit a finals de la dècada de 1720 o principis de la dècada de 1730. Era la part de L'Índia d'un conjunt de quatre concerts 'nacionals', La França (França), La Spagna (Espanya) i L'Inghilterra (Anglaterra). Els altres tres s'han perdut.
Va aparèixer en el catàleg de venda d'un llibreter holandès de 1759 i es considerava perduda fins al 2010, quan va ser redescobert per Andrew Woolley entre documents de Lord Robert Kerr (?-1746), fill de William Kerr, tercer Marquès de Lothian, ara en el National Archives of Scotland (Arxius Nacionals d'Escòcia). El propi Kerr va ser un flautista i es creu que les va aconseguir en un grand tour que va realitzar per Itàlia. Li ha estat assignat el RV 431a (catàleg Ryom).

## Anàlisi musical
El concert està en la tonalitat de re menor. Consta de 3 moviments:
1. Allegro non molto
2. Larghetto
3. Allegro